# Martin Automobiles

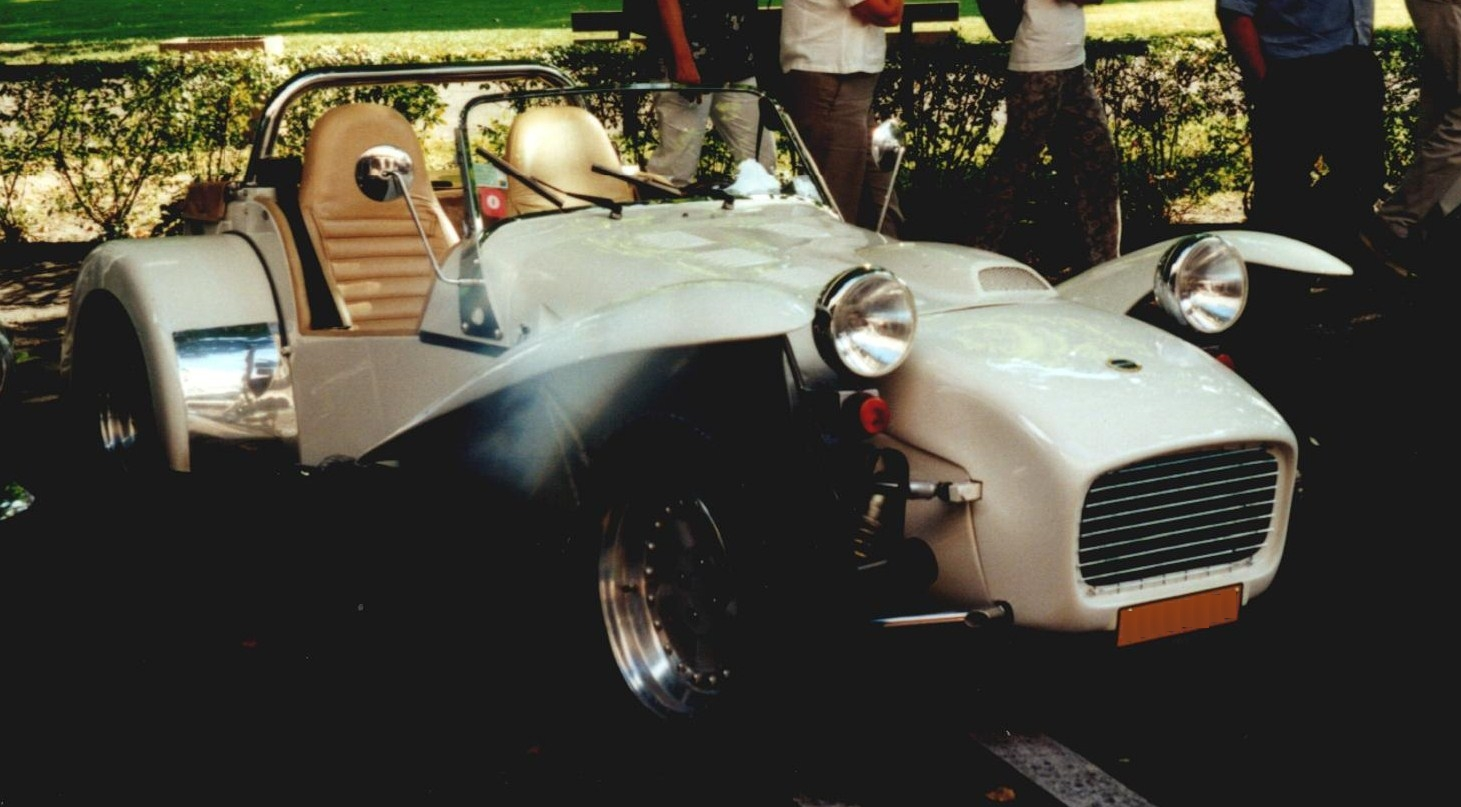
Martin TTM

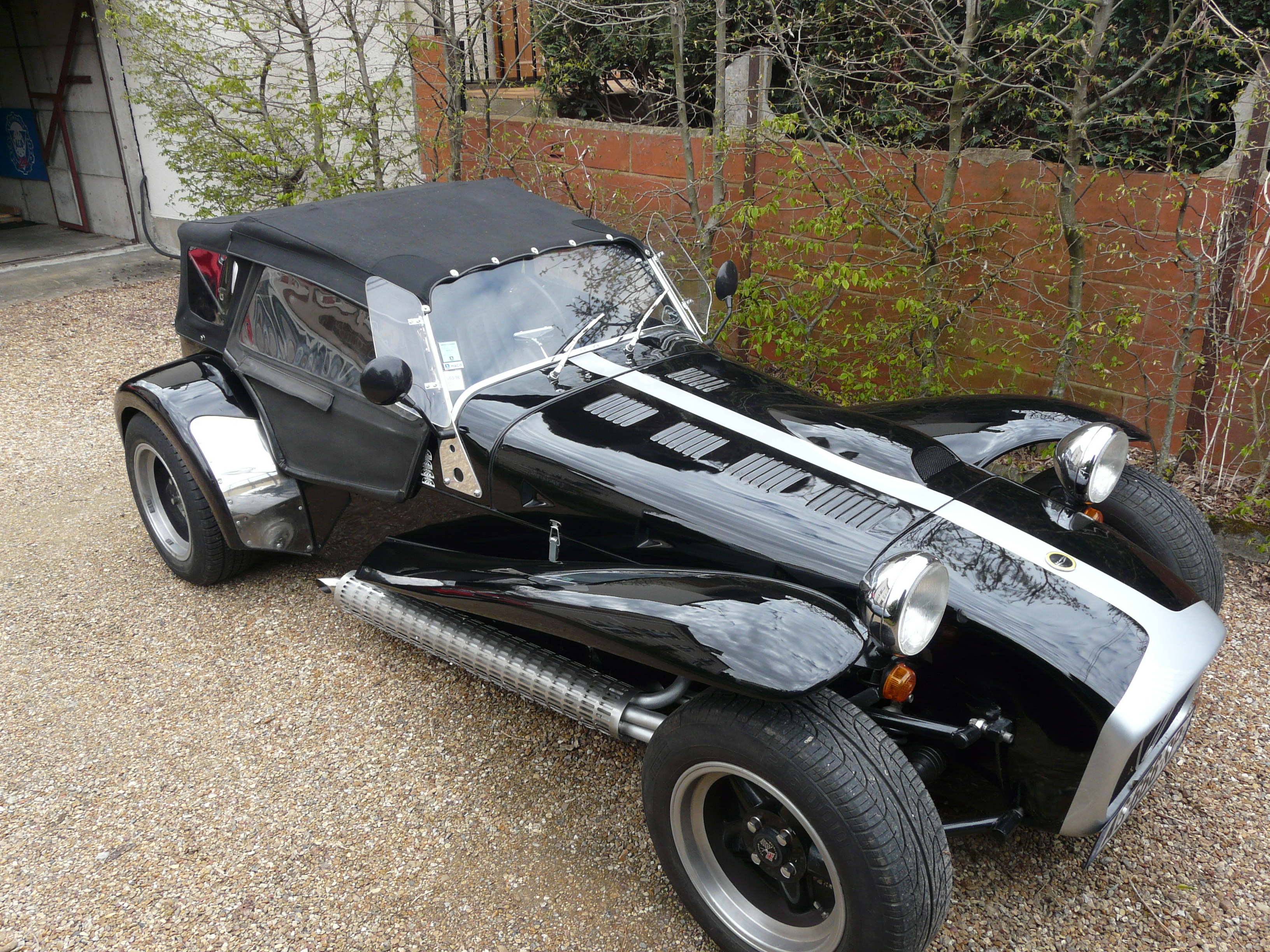
Martin

Martin Automobiles, zuvor Martin Production, war ein französischer Hersteller von Automobilen.

## Unternehmensgeschichte
Georges Martin gründete 1972 das Unternehmen Martin Production in Les Sables-d’Olonne. Zunächst fertigte er Rohrrahmen für Rennmotorräder, später auch fast komplette Motorräder, allerdings ohne Motoren. 1984 entstand der Prototyp eines Automobils. 1986 begann die Produktion. Im gleichen Jahr erfolgte die Umfirmierung in Martin Automobiles. Der Markenname lautete Martin. Die Fahrzeuge wurden u. a. nach Belgien, Großbritannien, Japan und Portugal exportiert. Den Vertrieb in Deutschland übernahm Laurent Pigeau Automobiles aus Inning am Ammersee. Die Fahrzeuge waren sowohl komplett als auch als Kit Car erhältlich. Im Herbst 1995 beschäftigte das Unternehmen 27 Mitarbeiter. 1996 endete die Produktion, als das Unternehmen in Liquidation ging. Die 1997 in Roanne gegründete Société Vibraction fertigte das Modell Tilbury weiter.

## Fahrzeuge
Das erste Modell TTM bzw. TTM GM 0 war ein Roadster im Stile des Lotus Seven. Für den Antrieb sorgte ein Vierzylindermotor vom Ford Sierra mit 1600 cm³ Hubraum. Es folgten Nachbildungen des AC Cobra mit dem Namen Matou bzw. TTM GM 1 und des Ford GT 40 als GTA 40 bzw. TTM GM 3. Für diese Modelle standen V6-Motoren und V8-Motoren von Ford mit 3000 und 5000 cm³ Hubraum zur Auswahl.
Außerdem übernahm Martin 1991 die Produktion des Tilbury, der weiterhin als Tilbury vermarktet wurde.
Ein Nachbau eines Lotus Seven wurde 2015 mit einem Schätzpreis von 14.000 bis 16.000 Euro auf einer Auktion angeboten, aber nicht versteigert.

## Produktionszahlen
Das Unternehmen fertigte etwa 550 Nachbauten des Lotus Seven, etwa 90 Nachbauten des AC Cobra, 7 Nachbauten des Ford GT 40 sowie etwa 130 Tilbury. Zusammen sind das etwa 777 Fahrzeuge. Davon wurden 590 in Frankreich zugelassen.